# Makireddypalli, Bagepalli
Makireddypalli là một làng thuộc tehsil Bagepalli, huyện Chikkaballapur, bang Karnataka, Ấn Độ.